# Asserció lògica
En lògica matemàtica, una asserció lògica és una afirmació que assevera que una premissa és veritable.
Per exemple, si p = x "és parell", la implicació
1. {\displaystyle (\vdash p)\rightarrow (x{\pmod {2}}\equiv 0)}

és certa. Podem el mateix usant el símbol d'asserció com